# Anthímio de Azevedo
Anthímio José de Azevedo (Ponta Delgada, 27 de abril de 1926 — Lisboa, 17 de novembro de 2014) foi um meteorologista português, apresentador dos boletins meteorológicos televisivos desde a década de 1960. Morreu, aos 88 anos, no dia 17 de Novembro de 2014.

## Biografia
Nasceu na ilha de São Miguel, Açores, onde frequentou o ensino secundário no Liceu Antero de Quental, em Ponta Delgada. Formou-se em ciências geofísicas pela Faculdade de Ciências da Universidade de Lisboa.
Fez parte do Serviço Meteorológico Nacional (depois Instituto Nacional de Meteorologia e Geofísica  e actualmente designado Instituto Português do Mar e da Atmosfera). Foi director do Serviço Meteorológico da Guiné de 1967 a 1971 e de 1976 a 1977 (como perito da Organização Meteorológica Mundial). De 1975 a 1990 foi Delegado Nacional ao Grupo de Códigos da Organização Meteorológica Mundial, e de 1986 a 1992 ao Grupo de Meteorologia do Comité Militar da OTAN. Foi ainda director do Serviço Regional dos Açores.
Apresentou o boletim meteorológico na Rádio Televisão Portuguesa (RTP) a partir de 1 de Novembro de 1964 até 1967, novamente de 1971 a 1977 e de 1981 a 1990, até este serviço ser interrompido pela RTP. Trabalhou entre 1992 e 1996 na TVI.